# کانیلو
کانیلو (به لاتین: Canillo) یک پریش با جمعیت ۴٬۶۶۳ نفر است که در آندورا واقع شده‌است.